# Haplohexapodibius seductor
Haplohexapodibius seductor är en djurart som tillhör fylumet trögkrypare, och som beskrevs av Giovanni Pilato och Clark Beasley 1987. Haplohexapodibius seductor ingår i släktet Haplohexapodibius och familjen Calohypsibiidae. Inga underarter finns listade i Catalogue of Life.